# Tinidazol
Tinidazol är ett antibiotikum som är effektivt mot både bakterier och parasiter.
Det är allmänt känt i hela Europa och i utvecklingsländerna som behandling för en mängd parasit- och amöbe-infektioner. Det är särdeles effektivt mot protozoer, så kallade encelliga organismer.
Tinidazol utvecklades år 1972 och marknadsförs i Sverige och Norge av Pfizer under varumärket Fasigyn. I andra länder markedsförs det av Pfizer och Mission Pharmacal under namn som: Simplotan, Sporinex eller Tindamax.
Fasigyn är registrerad i svenska Fass, men i Norge är Facigyn ett licenspreparat, som på norska kallas "godkjenningsfritak".
Tinidazol används oftast vid anaeroba infektioner, giardiasis, akut amöbadysenteri och leverabscess. Intraabdominella och gynekologiska infektioner orsakade av anaeroba bakterier. Preoperativ profylax vid abdominell kirurgi mot infektioner orsakade av anaeroba bakterier. Urogenitala infektioner orsakade av Trichomonas vaginalis. Infektioner orsakade av Giardia lamblia eller Entamoeba histolytica.
Tinidazol är verksamt mot anaeroba streptokocker och peptostreptokocker. Clostridium, inklusive Clostridium perfringens och Clostridium difficile. Bacteroides, inklusive Bacteroides fragilis Fusobacterium.
Följande bakterier är resistenta mot Tinidazol: Mikroaerofila streptokocker, Actinomyces, Arachnia och Propionibacterium.

## Giardia
Fasigyn är extremt effektivt behandling mot Giardia både hos människor, katter och hundar.

## Webbkällor
- http://www.fass.se/LIF/produktfakta/artikel_produkt.jsp?NplID=19750613000024&DocTypeID=3&UserTypeID=0
- http://www.priory.com/vet/giardia.htm